# Diòcesi de Saetabis
La diòcesi de Saetabis és en l'actualitat una diòcesi titular de l'Església Catòlica. Històricament va ser una diòcesi efectiva entre almenys el segle iv el segle ix centrada a la ciutat romana de Saetabis, la moderna Xàtiva, la qual ha mantingut la restauració de la diòcesi com una reivindicació històrica de la ciutat que es va fer realitat de manera molt breu al segle xix.

## Història
El primer bisbe de què es té constància és Athanasium al 243 encara en època romana. Aquest bisbat continuà existint durant època visigòtica i se sap que els seus bisbes acudien als concilis de Toledo. I els bisbat sobrevisqué a l'arribada de l'Islam i encara existia el 826, data en què fou triat el darrer bisbe Severianus. La forta islamització de Xàtiva que passa de ser Saetabis a Medina Al Xateba, va fer desaparéixer aquesta seu cristiana, la qual es trobava on actualment està l'ermita de Sant Feliu, algunes de les columnes i pedres de la qual sembla que provenen d'aquesta antiga seu.

### Intents de restauració
Des dels inicis de l'època foral, quan Xàtiva era la segona ciutat del Regne de València i capital de la Governació dellà de Xúquer, es va reclamar la reinstauració del catedralitat. Així, Jaume II ja li va proposar al Papa que fera catedral a Xàtiva. El mateix intent va fer Pere IV. I els mateixos xativins, amb l'objecte de reforçar la seua petició, van començar una nova seu al segle xvi sobre l'antiga Església Major de Santa Maria. Aquesta era en realitat l'antiga Mesquita Major, la qual fou enderrocada per construir aquesta nova església, de grans dimensions, que actualment és Col·legiata i Basílica Menor, i que popularment, és coneguda per tots els xativins com "La Seu". La realitat, però, és que aquestes aspiracions dels xativins, sempre es trobaren amb l'oposició de l'Arquebisbat de València, ja que tindre un altre bisbat tan relativament prop suposava una pèrdua de poder i influència.
Tot i això, el 1814, el xativí Joaquim Llorenç Villanueva, diputat a les Corts de Cadis i bisbe de Conca, va aconseguir retornar-li el nom de Xàtiva a la ciutat (front al de San Felipe imposat per Felip V) i segregar de València a la ciutat creant el Bisbat de Xàtiva. Aquest, però, només durà uns dies, ja que Ferran VII, tot seguit, deroga tota l'obra feta pels liberals i Villanueva va ser apartat del seu càrrec de bisbe de Conca i desterrat a un xicotet poble de Castella la Vella.

### Seu titular
Actualment, Xàtiva és diòcesi titular, la Santa Seu concedix honoríficament els títols de les antigues diòcesis a algun bisbe, en aquest cas Saetabis, l'antiga Xàtiva. De fet, des dels anys 70, hi ha hagut cinc bisbes Saetabis. Actualment, el bisbe argentí Juan Mariano Sucunza ostenta el títol. Recentment, però, s'ha tornat a especular amb la possibilitat que Xàtiva recupere una altra vegada la seu episcopal, davant la possibilitat que la Santa Seu vulga fragmentar la seu de València, que actualment és massa gran.